# David Ginola
David Ginola (ur. 25 stycznia 1967 w Gassin) – francuski piłkarz grający na pozycji ofensywnego pomocnika. Nosił przydomek „Davie G” oraz „El Magnifico”.

## Kariera klubowa

### Początki w Tulonie
Ginola urodził się w małej miejscowości Gassin, położonej na Lazurowym Wybrzeżu. Swoje pierwsze piłkarskie kroki stawiał w niedalekim Tulonie, stolicy Departamentu Var, w tamtejszym klubie Sporting Toulon Var. To właśnie w barwach tego zespołu David zadebiutował w Ligue 1, a fakt ten miał miejsce 30 listopada 1985 roku w wygranym 2:0 wyjazdowym meczu z FC Metz na Stade Municipal Saint-Symphorien. Liczył sobie wówczas 18 lat. W całym sezonie David pojawił się na boisku w 14 meczach w większości jako rezerwowy zawodnik w końcówkach meczów. Miał więc niewielki udział w zajęciu przez klub 16. miejsca w lidze. Ginola z roku na rok ogrywał się w Toulonie i już w sezonie 1986/1987 wystąpił w większości ligowych meczów zespołu grając w nim jako boczny pomocnik – zagrał w 35 meczach, ale nie zdołał zdobyć swojego premierowego gola na francuskich boiskach. Sztuka ta udała mu się w kolejnym sezonie, kiedy czterokrotnie pokonywał bramkarzy rywali oraz pomógł swojemu zespołowi w zajęciu wysokiego 5. miejsca w lidze, ale pomimo tego po sezonie opuścił zespół.

### Paryż po raz pierwszy
Latem 1988 Ginola wyjechał aż do Paryża i został zawodnikiem tamtejszego ligowego średniaka, Racing Club de France. W pierwszej jedenastce zespołu grywał wówczas z takimi znanymi zawodnikami jak mistrzowie Europy Luis Fernández czy Maxime Bossis, a także urugwajski internacjonał Enzo Francescoli oraz inny Francuz, Vincent Guérin. Pomimo tylu znanych zawodników w składzie zespół rozczarował i dopiero w ostatniej kolejce zapewnił sobie utrzymanie w lidze zajmując dopiero 17. miejsce. Ginola zdobywając 7 goli został po Francescolim (10 goli) oraz Philippe Anzianim (9 goli) trzecim najskuteczniejszym graczem zespołu. Po sezonie z zespołu odeszli wszyscy znani piłkarze i został jedynie Ginola i klub złożony z dużo słabszych niż rok wcześniej piłkarzy zajął przedostatnie 19. miejsce w lidze, co równało się z degradacją zespołu do Ligue 2.

### Pobyt w Bretanii
Po spadku Racingu, latem 1990 Ginola skorzystał z oferty klubu Stade Brestois i przeniósł się do tego bretońskiego zespołu, w którym spotkał późniejszych kolegów z reprezentacji, Bernarda Lamę oraz Stéphane Guivarc’ha. Dla zespołu z Brestu David zdobył 6 goli w lidze, będąc jednym z jego najlepszych zawodników sezonie. Klub zajął 11. miejsce w lidze, jednak podobnie jak Girondins Bordeaux i OGC Nice został karnie zdegradowany do drugiej ligi za długi. Ginola został więc na kolejny sezon w Breście, ale na boiskach drugiej ligi grał tylko w rundzie wiosennej sezonu 1991/1992.

### Paryż po raz drugi
Zimą 1992 David po półtora roku wrócił do Paryża, ale tym razem podpisał kontrakt z Paris Saint-Germain. W pierwszym sezonie gry w PSG zajął z nim 3. miejsce w Ligue 1 i zdobył dla drużyny 3 gole. Z czasem stał się ulubieńcem kibiców z Parc des Princes i najpopularniejszym piłkarzem. Już w 1993 roku wywalczył swoje pierwsze trofeum w paryskim klubie, jakim był Puchar Francji i wystąpił także w wygranym 3:0 finale z FC Nantes. Natomiast w lidze PSG zostało wicemistrzem kraju, a David jako pomocnik zdobył 6 goli (więcej od niego strzelił tylko Liberyjczyk George Weah). W sezonie 1993/1994 Ginola poprowadził swój zespół do pierwszego od 1986 mistrzostwa kraju. Jego postawa została nagrodzona wyróżnieniem dla Najlepszego Piłkarza Francji. On sam w lidze zdobył aż 13 goli, najwięcej w zespole. W sezonie 1994/1995 wystąpił z paryskim klubem w Lidze Mistrzów i przede wszystkim błysnął w ćwierćfinałowych meczach z Barceloną (1:1, 2:1), po których prasa hiszpańska określiła go mianem „El Magnifico”, co można przetłumaczyć jako „Przewspaniały”. PSG odpadło jednak w półfinale po dwóch porażkach z A.C. Milan, a w lidze nie zdołało obronić mistrzostwa (w lidze Ginola strzelił 11 goli). Zdobyło za to dwa inne puchary: Puchar Francji oraz Puchar Ligi Francuskiej, ale po sezonie, czyli latem 1995 odeszły z zespołu dwie największe gwiazdy Weah oraz właśnie Ginola, który w paryskim zespole rozegrał łącznie 115 ligowych meczów i zdobył dla niego 33 gole.

### Wyjazd do Anglii i pobyt w Newcastle
David postanowił spróbować sił w innej lidze niż francuska. Trafił na Wyspy Brytyjskie i 6 lipca 1995 podpisał kontrakt z Newcastle United, do którego ściągnął go za 2,5 miliona funtów ówczesny menedżer zespołu, Kevin Keegan. W drużynie Ginola miał zastąpić lewego pomocnika Scotta Sellarsa, który odszedł do Boltonu Wanderers. W Premiership 28-letni wówczas Francuz zadebiutował 19 sierpnia 1995 w wygranym 3:0 meczu z Coventry City. Niedługo po debiucie zdobył swojego pierwszego gola w lidze, w wygranym meczu z Sheffield Wednesday. W pierwszych czterech miesiącach pobytu w Anglii Ginola prezentował wysoką formę, a obrońcy nie potrafili go powstrzymać (szczególnie zapamiętał go Richard Edghill z Manchesteru City, który za faul na graczu Newcastle otrzymał czerwoną kartkę). Jeszcze w styczniu 1996 zespół z Newcastle upon Tyne był liderem ligi z dużą przewagą nad Manchesterem United. Przełom nastąpił w wyjazdowym meczu Pucharu Ligi Angielskiej z Arsenalem, w którym notorycznie faulowany przez przeciwników Ginola nie wytryzmał nerwowo i uderzył łokciem Lee Dixona. Za ten wybryk otrzymał kilkutygodniową dyskwalifikację, a po powrocie nie prezentowal już takiej formy jak wcześniej. Newcastle roztrwoniło całą przewagę nad „Czerwonymi Diabłami” i zostało wicemistrzem Anglii.
Latem 1996 do zespołu Newcastle zawitał król strzelców ligi, Alan Shearer i miał on wzmocnić siłę ognia. Ginola znów był prawdziwym liderem zespołu, a swoje najlepsze mecze rozegrał przeciwko Manchesterowi United (5:0) oraz Ferencvarosowi Budapeszt (4:0) w 2. rundzie Pucharu UEFA. W lidze zdobył jednak tylko jednego gola we wspomnianym meczu z Manchesterem, gdy ograł Gary’ego Neville’a przerzucając nad nim piłkę, a następnie z woleja umieszczając ją w bramce strzezonej przez Petera Schmeichela. Po świętach zmienił się menedżer. Odszedł Keegan, a jego miejsce zajął Kenny Dalglish, który niezbyt lubił się z Ginolą, toteż stało się jasne, że po sezonie David odejdzie z zespołu. W lidze ponownie został wicemistrzem kraju, natomiast w rozgrywkach Pucharu UEFA doszedł ze „Srokami” do ćwierćfinału, z którego zespół odpadł po dwumeczu z AS Monaco.

### Gra na White Hart Lane
18 lipca 1997 David przeszedł do prowadzonego przez Szwajcara Christiana Grossa Tottenhamu Hotspur za blisko 2 miliony funtów. W lidze zadebiutował 10 sierpnia w przegranym 0:2 meczu z Manchesterem United. Pierwszy sezon w Londynie nie był jednak udany i Tottenham trzykrotnie zmieniał menedżera, a do tego zajął dopiero 14. miejsce w lidze. Ginola rozegrał 34 mecze w sezonie i zdobył 6 goli zostając drugim najlepszym strzelcem zespołu po Niemcu Jürgenie Klinsmannie (9 bramek). Dużo lepiej David spisał się w kolejnych dwóch sezonach. W każdym z nich zdobył po 3 gole w lidze, a w 1999 roku zdobył swoje jedyne trofeum na angielskich boiskach, jakim był Puchar Ligi Angielskiej (wystąpił w wygranym 1:0 finale z Leicester City). W tym samym roku został uznany Najlepszym Piłkarzem Anglii zarówno w głosowaniu dziennikarzy, jak i zawodników Premiership. Ze „Spurs” zajął 11. miejsce w lidze, a w 2000 roku miejsce 10. Narastał jednak jego konflikt z menedżerem George’em Grahamem i w końcu po sezonie David odszedł z Tottenhamu po 3 latach gry w nim.

### Końcowe lata kariery – Birmingham i Liverpool
1 sierpnia 2000 John Gregory sprowadził Ginolę do Aston Villi płacąc za niego około 3 milionów funtów. W jej fioletowo-niebieskich barwach zadebiutował 19 sierpnia w zremisowanym 0:0 wyjazdowym meczu z Leicester City. W „The Villans” tworzył linię pomocy z George’em Boatengiem, Lee Hendriem oraz Steve’em Stone’em, ale to on był uważany za gwiazdę zespołu. 33-letni David rozegrał 27 ligowych meczów i zdobył 3 gole, przyczyniając się do zajęcia przez zespół z Birmingham 6. miejsca w lidze. Sezonu 2001/2002 David nie mógł jednak zaliczyć do udanych. W rundzie jesiennej trapiły go kontuzje, przez które wystąpił zaledwie w pięciu meczach. W styczniu 2002 za porozumieniem stron rozwiązał swój kontrakt z Aston Villą.
Niedługo potem na zasadzie wolnego transferu, 8 lutego David trafił do Evertonu. W drużynie tej zadebiutował 2 dni później w przegranym 0:1 wyjazdowym meczu z Arsenalem. Jednak daleki był od swojej formy sprzed lat i podobnie jak w Aston Villi zagrał jedynie w 5 ligowych meczach Evertonu, który zakończył sezon na 16. miejscu w tabeli. Po sezonie otrzymał zgodę menedżera Davida Moyesa na odejście z klubu. Spekulowało się, że Ginola wróci do ojczyzny na Lazurowe Wybrzeże i zostanie zawodnikiem OGC Nice, jednak do transferu nie doszło i ostatecznie w wieku 35 lat zawodnik zakończył piłkarską karierę.

### Kariera w liczbach
| Sezon   | Klub                  | Kraj    | Rozgrywki             | Mecze | Bramki |
| ------- | --------------------- | ------- | --------------------- | ----- | ------ |
| 1985/86 | Sporting Toulon Var   | Francja | Ligue 1               | 14    | 0      |
| 1986/87 | Sporting Toulon Var   | Francja | Ligue 1               | 35    | 0      |
| 1987/88 | Sporting Toulon Var   | Francja | Ligue 1               | 33    | 4      |
| 1988/89 | Racing Club de France | Francja | Ligue 1               | 29    | 7      |
| 1989/90 | Racing Club de France | Francja | Ligue 1               | 32    | 1      |
| 1990/91 | Stade Brestois        | Francja | Ligue 1               | 33    | 6      |
| 1991/92 | Stade Brestois        | Francja | Ligue 2               | 17    | 8      |
| 1991/92 | Paris Saint-Germain   | Francja | Ligue 1               | 15    | 3      |
| 1992/93 | Paris Saint-Germain   | Francja | Ligue 1               | 34    | 6      |
| 1993/94 | Paris Saint-Germain   | Francja | Ligue 1               | 38    | 13     |
| 1994/95 | Paris Saint-Germain   | Francja | Ligue 1               | 28    | 11     |
| 1995/96 | Newcastle United      | Anglia  | Premiership           | 34    | 5      |
| 1996/97 | Newcastle United      | Anglia  | Premiership           | 24    | 1      |
| 1997/98 | Tottenham Hotspur     | Anglia  | Premiership           | 34    | 6      |
| 1998/99 | Tottenham Hotspur     | Anglia  | Premiership           | 30    | 3      |
| 1999/00 | Tottenham Hotspur     | Anglia  | Premiership           | 36    | 4      |
| 2000/01 | Aston Villa F.C.      | Anglia  | Premiership           | 27    | 3      |
| 2001/02 | Aston Villa F.C.      | Anglia  | Premiership           | 5     | 0      |
| 2001/02 | Everton F.C.          | Anglia  | Premiership           | 5     | 0      |
|         |                       |         | Łącznie w Ligue 1     | 291   | 51     |
|         |                       |         | Łącznie w Premiership | 195   | 22     |

## Kariera reprezentacyjna
W reprezentacji Francji Ginola zadebiutował za selekcjonerskiej kadencji Michela Platiniego 17 listopada 1990 roku w wygranym 1:0 wyjazdowym spotkaniu z Albanią. Nie przekonał jednak Platiniego do swoich umiejętności i na prawie 2 lata wypadł z kadry. Powrócił do niej w 1992 roku, gdy selekcjonerem został Gérard Houllier. David wystąpił w eliminacjach do Mistrzostw Świata w USA. Kwalifikacje okazały się dla Francuzów katastrofą. W ostatnim meczu z Bułgarią Ginola pojawił się na boisku w 63. minucie, a w 90. minucie spotkania Emił Kostadinowa, zdobył zwycięskiego gola na 2:1 dla Bulgarów i to piłkarze z Bałkanów pojechali na Mundial.
Po odejściu Houlliera selekcjonerem został Aimé Jacquet, który również stawiał na Ginolę. Z czasem jednak David stał się tylko rezerwowym graczem „Tricolores” i pojawiał się na boisku w końcówkach spotkań. Jacquet coraz mniej stawiał na zawodnika, który miewał kłótnie z innymi reprezentantami kraju Marcelem Desailly czy Didierem Deschampsem. Gdy został powołany na mecz eliminacyjny do Euro 96 z Rumunią nie przyjechał na zgrupowanie z powodu kontuzji uda. Jak się okazało w późniejszych latach, Ginola więcej powołań do kadry nie otrzymał, rozegrał w niej zaledwie 17 meczów i zdobył 3 gole i w przeciwieństwie do piłki klubowej, w kadrze „Tricolores” nigdy nie spełnił pokładanych w nim nadziei.

## Sukcesy
- Mistrzostwo Francji: 1994 z PSG
- Wicemistrzostwo Anglii: 1996, 1997 z Newcastle
- Puchar Francji: 1993, 1995 z PSG
- Puchar Ligi Francuskiej: 1995 z PSG
- Puchar Ligi Angielskiej: 1999 z Tottenhamem
- Piłkarz Roku we Francji: 1993
- Piłkarz Roku w Anglii: 1999